# Bisabolol
Bisabolol, ook bekend onder de naam levomenol, is een monocyclisch sesquiterpeen met als brutoformule C15H26O. Het bevat ook een hydroxylgroep en behoort daarom ook tot de stofklasse der alcoholen. De zuivere stof komt voor als een kleurloze tot lichtgele viskeuze vloeistof, die vrijwel onoplosbaar is in water.

## Isomerie
Afhankelijk van de plaats waar de hydroxylgroep staat, wordt de verbinding α- of β-bisabolol genoemd. In de β-vorm zit de hydroxylgroep op het ringkoolstofatoom waar ook de heptenylgroep aan gebonden is.
Van de α-vorm komen twee enantiomeren voor: (+) en (–). De synthetisch aangemaakte stof is meestal een racemaat.

## Voorkomen en toepassingen
Bisabolol komt voor in de echte kamille (Matricaria recutita) en kan gebruikt worden in huidcrèmes om irritatie tegen te gaan. Het kan ook tegen bacteriën en schimmels gebruikt worden. Verder wordt het gebruikt als geurstof in parfums, vanwege de milde bloemengeur.